# Thalpophila amathusia
Thalpophila amathusia är en fjärilsart som beskrevs av Jules Pièrre Rambur 1871. Thalpophila amathusia ingår i släktet Thalpophila och familjen nattflyn. Inga underarter finns listade i Catalogue of Life.